# Crime de mémoire
Crime de mémoire (Demons) est le 23e épisode de la saison 4 de la série télévisée X-Files. Dans cet épisode, qui fait partie de l'arc mythologique de la série, 
Mulder est impliqué dans un meurtre mais n'a aucun souvenir de ce qui est arrivé.

## Résumé
Mulder se réveille couvert de sang dans une chambre d'hôtel de Providence (Rhode Island). Il appelle Scully qui le trouve en état de choc et sans aucun souvenir de ce qui lui est arrivé au cours des dernières 48 heures. Elle découvre que deux balles ont été tirées avec le pistolet de Mulder et que ce dernier a sur lui des clés de voiture appartenant à David et Amy Cassandra. Ils se rendent à la maison du couple mais apprennent qu'ils sont absents. Mulder reconnaît une maison sur une peinture qui se trouve près de l'ancienne résidence d'été de ses parents. Arrivé là-bas, Mulder a un flashback de lui enfant rencontrant l'homme à la cigarette. À l'intérieur de la maison, les deux agents trouvent les cadavres des Cassandra.

## Distribution
- David Duchovny : Fox Mulder
- Gillian Anderson : Dana Scully
- Jay Acovone : l'inspecteur Joe Curtis
- Mike Nussbaum : le docteur Charles Goldstein
- Chris Owens : l'homme à la cigarette jeune
- Rebecca Toolan : Teena Mulder

## Accueil

### Audiences
Lors de sa première diffusion aux États-Unis, l'épisode réalise un score de 11,8 sur l'échelle de Nielsen, avec 18 % de parts de marché, et est regardé par 19,10 millions de téléspectateurs.

### Critique
L'épisode obtient des critiques plutôt favorables. Sarah Stegall, du site Munchkyn Zone, lui donne la note de 5/5. Paula Vitaris, de Cinefantastique, lui donne la note de 3,5/4. Zack Handlen, du site The A.V. Club, lui donne la note de A-. John Keegan, du site Critical Myth, lui donne la note de 8/10.
Le site Le Monde des Avengers lui donne la note de 2/4. Dans leur livre sur la série, Robert Shearman et Lars Pearson lui donnent la note de 1,5/5.